# Legió XVIII
La Legió XVIII va ser una legió romana fundada probablement per Octavi l'any 41 aC i destruïda l'any 9 a la batalla del bosc de Teutoburg. No es coneixen ni el cognomen ni l'emblema de la legió.
Octavi la devia formar per lluitar contra Sext Pompeu, que des de Sicília, que havia ocupat, impedia el subministrament de blat a Roma. Octavi havia promès aquesta legió a Marc Antoni per la campanya contra l'Imperi Persa, però mai li va donar. Més tard va utilitzar la Legió XVIII per lluitar contra Marc Antoni i Cleòpatra a la batalla d'Àccium. Alguns autors pensen que aquesta legió seria la Legió XVIII Lybica ('divuitena legió líbica') que tenia Marc Antoni, però no se sap del cert, i segurament no eren les mateixes.
Cap a finals del segle i aC, potser l'any 15 aC la XVIII va ser enviada al Rin, juntament amb la XVII i la XVI Gallica. És possible però que abans d'aquest destí hagués estat estacionada a Aquitània immediatament després de la batalla d'Àccium.
A Germània es va integrar a les campanyes dirigides per Drus el Vell (13 aC-9 aC) i Tiberi (8 aC i 4-5). Tenia la base a Xanten. A l'any 5, un cop conquerit el territori, August va enviar Publi Quintili Var al territori amb el càrrec de governador. Una rebel·lió a Pannònia va impedir la gran expedició que Tiberi havia organitzat per atacar els territoris de Marobod, rei dels marcomans. Els romans van trigar tres anys en sufocar-la. La Legió XVIII estava sota la direcció de Quintili Var, quan a començaments de setembre de l'any 9 el cap dels queruscs Armini, un dels aliats més fidels a Roma, va trair a Publi Quintili Var. Va informar al governador d'una revolta d'unes tribus occidentals, i Var, sense comprovar-ne la veracitat, va seguir el seu consell d'atacar-les. Va mobilitzar la Legió XVIII, juntament amb les legions XVII i XIX. Les tres legions van caure en una emboscada prop d'Osnabrück, dirigida pel mateix Armini, i va tenir lloc el que es coneix amb el nom de batalla del bosc de Teutoburg. Les tres legions van quedar totalment destruïdes, i es van perdre les àguiles, que no van ser recuperades fins als regnats de Tiberi i Calígula.